# Teoría de la comunicación
La teoría de la comunicación estudia la capacidad que tienen algunos seres vivos de relacionarse con otros intercambiando información. Si bien es una reflexión teórico-científica relativamente nueva, en cambio, su objeto de estudio, la comunicación, es una actividad muy antigua registrada por la humanidad y la naturaleza: La aptitud para servirse de la información en la interacción la poseen especies animales que habitaban en la tierra mucho antes que el hombre. 
El estudio de la comunicación sirve para comprender el mecanismo por el cual quién inicia la actividad comunicativa consigue lograr sus objetivos sin recurrir a la acción ejecutiva. Según esto, se comprende el interés que ha despertado este estudio en las llamadas Disciplinas Instrumentales, o ciencias que persiguen fines instrumentales de transformación. Se llaman Disciplinas Instrumentales a aquellas que están interesadas en conocer las técnicas adecuadas para hacer que el receptor realice determinadas acciones de determinada manera (comprar, votar, escoger, etc.) y del modo y manera en que desea el emisor.

## Historia

### Orígenes
Los orígenes de la teoría de comunicación están relacionados con el desarrollo de la teoría de la información a comienzos de 1920. Las ideas de información teórica limitadas fueron desarrolladas en el laboratorio de Bell, todas asumiendo eventos implícitos de probable equivalencia. El documento "Ciertos Factores Afectan la Velocidad del Telégrafo", escrito por Harry Nyquist en 1924, contiene una sección cuantitativa “inteligencia” y la “línea de velocidad” la cual puede ser transmitida por medio de un sistema de comunicación.
En el documento de Ralph Hartley de 1928, Transmisión de la información usa la palabra "información" en una cantidad mensurable, reflejando la habilidad del receptor de distinguir una secuencia de símbolos de cualquier otra. La unidad natural de información es por lo tanto el dígito decimal, más tarde renombrado el hartley en su honor como unidad o escala o medida de información.
Claude Shannon indica que el aspecto fundamental y básico de la teoría de la comunicación es que reproduce exacta o aproximadamente un mensaje enviado de un punto A a un punto B, esto presupone que puede existir una perturbación técnica denominada "ruido", la cual regularmente siempre está presente en el proceso y puede afectar en forma parcial o total el contenido del mensaje originalmente enviado. Cabe destacar que este presupuesto teórico se aplicó a la comunicación telegráfica y posteriormente telefónica, de ahí que el modelo derivado de ella sea conocido como "telegráfico". Claude Shannon y Warren Weaver, fueron los autores de esta teoría. La base de su teoría queda representada por el emisor y el receptor. Según manifestaron, el mensaje va del emisor al receptor a través del canal elegido para que se lleve a cabo ese proceso de comunicación. Esta teoría se centra especialmente en investigar y medir la información, además de valorar los sistemas de comunicación que existen para transmitir de forma óptima esos datos informativos. El trabajo de Shannon se titula The Mathematical Theory of Communication, y el de Weaver Recent Contributions to the Mathematical Theory of Communication. En conjunto dieron lugar a un pequeño libro que tomó el título del primero de ellos. De este modo, la unión de dos textos y de dos disciplinas diferentes produjo una obra de referencia duradera en el campo de la comunicación. Lo habitual es que se aluda a estas concepciones como el modelo de Shannon y Weaver o como la teoría de la información.
Alan Turing usó ideas similares como parte del análisis estadístico para romper el cifrado del enigma durante la Segunda Guerra Mundial.
El principal evento que abrió la manera de desarrollar la teoría de comunicación fue la publicación del artículo escrito por Claude Shannon en el Bell Labs Technical Journal en julio y octubre de 1948 bajo el nombre de "Teoría Matemática de Comunicación". Shannon se enfocó en el problema de cómo codificar mejor la información que el emisor quiere transmitir, usando herramientas en la teoría de la probabilidad, desarrollada por Norbert Wiener. Ellos marcaron, en ese tiempo, las etapas nacientes de la aplicación de la teoría de la comunicación. Shannon desarrolló entropía de la información como una medida de incertidumbre en el mensaje mientras esencialmente inventaba el campo de la Teoría de la Información.
En 1949, en una versión desclasificada en su trabajo en la Teoría Matemática de Criptografía ("Teoría de la Comunicación de Sistemas Secretos"), probó que todos los Chips, teóricamente inquebrantables, deben tener los mismos requerimientos que la libreta de un solo uso. También participó en la introducción de la teoría de muestreo, la cual se preocupa por representar una señal continua de tiempo a partir de un discreto conjunto de muestras. Esta Teoría fue esencial en permitir que los sistemas de transmisión de telecomunicaciones se movieran de lo análogo a lo digital en la década de 1960 y años posteriores.
En 1951 Shannon hizo una contribución esencial al proceso natural del lenguaje y lingüística computacional con su artículo “Predicción y Entropía del Inglés Impreso” (1951) , proporcionando un vínculo claro y cuantificable entre cognición práctica y probabilística.

### Modelos de Comunicación
Los estudios sobre la Teoría de comunicación efectuados por Claude Elwood Shannon, Warren Weaver y otros, sugiere una búsqueda de modelos de comunicación desde otras perspectivas científicas, tales como psicológicas y sociológicas. En la ciencia, un modelo es una estructura que representa una teoría.
Eruditos de diferentes disciplinas de matemáticas e ingeniería comienzan a tomar distancia del modelo de Shannon y Weaver como un ' modelo transmisible':

Ellos desarrollaron un modelo de comunicación el cual estaba integrado para asistir en el desarrollo de la teoría matemática de comunicación.El trabajo de Shannon y Weaver resultó valiosa para los ingenieros de comunicación para tratar con muchos problemas como la capacidad de varios canales de comunicación en 'bits por segundo'. Esto contribuyó a la ciencia de la computación. Dejó un trabajo muy usable para la redundancia en el lenguaje. Y en hacer ‘información’ ‘mesurable’ esto dio nacimiento al estudio matemático de la teoría de la información'.
D. Chandler

## Elementos de Comunicación
Elementos básicos de comunicación que hacen el objeto de estudio a la Teoría de Comunicación:
- Fuente: Shannon llamó ese elemento la “fuente de información”, el cual “produce un mensaje o secuencia de mensajes que serán comunicados para ser recibidos por la terminal".[3] En este elemento nos referimos al emisor, a todo aquello que sea capaz de emitir un mensaje. Existen varios tipos de fuentes, en la teoría de la información destacan las fuentes aleatorias y estructuradas.[8]
- Emisor: Shannon llamó este elemento como “emisor”, el cual, “opera en cierta forma en el mensaje para producir una señal adecuada para la transmisión en el canal.”[3] En Aristóteles este elemento es el “hablante” (orador).[9]
- Canal: Para Shannon el canal es “meramente el medio usado para transmitir la señal del emisor al receptor".[3] Se trata del medio por el que se transmite el mensaje para que llegue de manera eficaz al receptor.[10]
- Receptor: Para Shannon el receptor “Realiza la operación inversa previamente hecha por el transmisor, reconstruyendo el mensaje de la señal."[3] El encargado de recibir el mensaje.[8]
- Mensaje: Cuando se hace referencia al mensaje enmarcado dentro de esta teoría, se habla de un paquete de datos que es transportado a través de un canal.[8]

## Signos lingüísticos
Josefina García Fajardo expresa que el primer signo lingüístico de un niño, es un adulto y conforme las cosas que el adulto diga, el niño lo relacionara con objetos.
- Componentes Fonológicos
- Sintáctico:[13] Es la realidad que nos permite darnos cuenta de la estructura y categorías de cualquier parte del mundo más conocida como la oración que tiene sujeto y predicado.[12]

- Semántico Es un mecanismo para construir un significado ya sea de un mundo real o imaginario por ejemplo “si mi abuela tuviera ruedas, sería bicicleta” “trate de terminar el artículo ayer”
- Léxicos:[14] Predisposición Relaciona a dos conceptos. A, ante, bajo, contra de, con, entre, hasta, hacia, para, por, sin, sobre

- Posesivo[15] Relaciona personalmente. Mío, tuyo, su, son
- Demostrativo: esta relación cercana espacial, temporal, el contexto. "Este, ese aquel"[12]